# Stortjärnen (Stensele socken, Lappland, 720451-158655)
Stortjärnen är en sjö i Storumans kommun i Lappland och ingår i Umeälvens huvudavrinningsområde. Sjön har en area på 0,0988 kvadratkilometer och ligger 287,2 meter över havet.

## Delavrinningsområde
Stortjärnen ingår i det delavrinningsområde (720600-158715) som SMHI kallar för Mynnar i Umeälven. Medelhöjden är 348 meter över havet och ytan är 27,35 kvadratkilometer. Räknas de 9 avrinningsområdena uppströms in blir den ackumulerade arean 135,98 kvadratkilometer. Mejvanbäcken som avvattnar avrinningsområdet har biflödesordning 2, vilket innebär att vattnet flödar genom totalt 2 vattendrag innan det når havet efter 217 kilometer. Avrinningsområdet består mestadels av skog (89 procent). Avrinningsområdet har 0,29 kvadratkilometer vattenytor vilket ger det en sjöprocent på 1,1 procent.